# Karol Jokl
Karol Jokl (ur. 18 czerwca 1945 w Partizánskem, zm. 28 października 1996 w Bratysławie) – piłkarz słowacki grający na pozycji pomocnika lub napastnika. W swojej karierze rozegrał 27 meczów w reprezentacji Czechosłowacji i strzelił w nich 11 goli.

## Kariera klubowa
Swoją karierę piłkarską Jokl rozpoczął w klubie Iskra Partizánske. W 1963 roku przeszedł do Slovana Bratysława. W sezonie 1963/1964 zadebiutował w nim w pierwszej lidze czechosłowackiej i grał w nim do końca sezonu 1974/1975. Wraz ze Slovanem wywalczył trzy mistrzostwa Czechosłowacji w sezonach 1969/1970, 1973/1974 i 1974/1975. W latach 1962, 1963, 1968 i 1974 zdobył Puchar Czechosłowacji, a w latach 1968, 1970, 1972, 1973 i 1974 – Puchar Intertoto. W 1969 roku wystąpił w wygranym 3:2 finale Pucharu Zdobywców Pucharów z Barceloną. W sezonie 1975/1976 grał w Baníku Prievidza, w którym zakończył swoją karierę.

## Kariera reprezentacyjna
W reprezentacji Czechosłowacji Jokl zadebiutował 3 listopada 1963 w przegranym 0:2 towarzyskim meczu z Jugosławią. W 1970 roku został powołany na Mistrzostwa Świata w Argentynie. Zagrał na nich w trzech meczach: z Brazylią (1:4), z Rumunią (1:2) i z Anglią (0:1). Od 1963 do 1972 roku rozegrał w kadrze narodowej 27 meczów, w których strzelił 11 goli.